# Lolcat

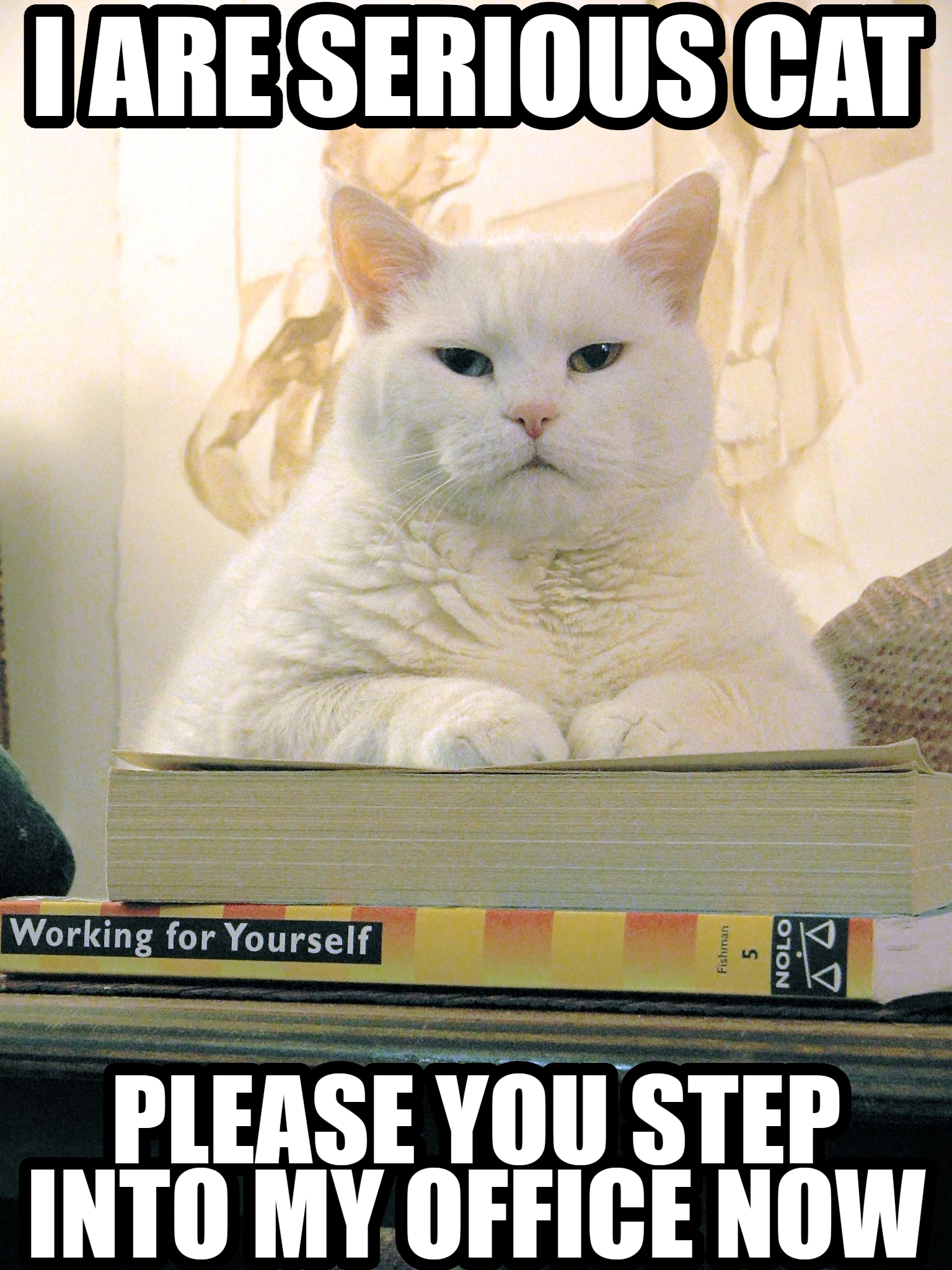
Esempio di lolcat

Con il termine Lolcat o LOLcat (pronunciato ˈlɒlkæt, ed a volte el-oh-el cat) viene indicato un tipo di immagini che abbinano l'utilizzo di foto di gatti a testi umoristici. Il testo di queste vignette è idiosincratico e volutamente scorretto a livello grammaticale, ed il suo utilizzo in questo modo è noto come "lolspeak" o "pidgin Kitty".

## Origine del termine
"Lolcat" è una parola composta dall'acronimo "LOL" (Laughing Out Loud, "ridendo rumorosamente" - sinonimo di "risata" su internet), e la parola "cat" ("gatto" in lingua inglese). Un sinonimo di "lolcat" è cat macro, dato che queste immagini sono proprio un tipo di image macro.

## Diffusione su internet e nella cultura di massa
I Lolcat vengono spesso realizzati per imageboard, altri siti di photosharing e forum. Immagini realizzate in maniera simile ma che non hanno come protagonisti dei gatti vengono chiamate semplicemente "lol".
I primi esempi di Lolcat possono essere fatti risalire al 1870 circa, quando il fotografo Harry Pointer realizzò una serie di scatti che avevano per protagonisti dei felini messi in posa in varie situazioni, al quale Pointer aggiunse dei commenti spiritosi. Il primo utilizzo del termine "lolcat" tuttavia risale al 2005, ad opera dell'imageboard 4chan. Nel 2007 l'argomento ha attirato l'attenzione di vari media nazionali come le riviste Time e Entertainment Weekly.